# Moepa
Pericyma là một chi bướm đêm thuộc họ Noctuidae.